# Малковский, Константин Осипович
Константин Осипович Малковский (1816 или 1817 — 1905) — сенатор, тайный советник.

## Биография
Родился в 1816 или 1817 году.
Служил старшим чиновником Кодификационной комиссии Царства Польского, был членом Правительственной комиссии юстиции Царства Польского, управляющим уголовным отделением Правительственной комиссии юстиции Царства Польского.
В действительные статские советники был произведён 26 августа 1856 года, в тайные советники — 4 июля 1870 года.
Сенатор — с 4 июля 1874 года.
Умер 4 (17) июня 1905 года.

## Награды
- орден Св. Владимира 3-й ст. (1858)
- орден Св. Анны 2-й ст. (1853)
- орден Св. Станислава 1-й ст. (1861)
- орден Св. Анны 1-й ст. (1867)
- орден Св. Владимира 2-й ст. (1873)
- орден Белого орла (1875)
- орден Св. Александра Невского (1894)